# 加勢清雄
加勢 清雄（かせい きよお / かせ きよお、1882年〈明治15年〉7月13日 - 1971年〈昭和46年〉11月24日）は、日本の内務・警察官僚、実業家。政友会系官選県知事。

## 経歴
現在の山形県米沢市出身。加勢清隆の二男、あるいは三男。第一高等学校を卒業。1909年、東京帝国大学法科大学政治学科を卒業。1910年11月、文官高等試験行政科試験に合格。1911年、内務省に入省し秋田県警視となる。
以後、秋田県事務官、新潟県事務官、埼玉県警察部長、新潟県警察部長、愛知県内務部長、福岡県書記官・内務部長、北海道庁土木部長などを歴任。
1926年9月、宮崎県知事に就任。日向カボチャの宣伝を行った。1927年5月、高知県知事に転任。積極的予算案を県会に提出し承認された。1928年5月、福島県知事に転任。1929年7月に辞任。同年に退官した。
その後、同郷の先輩、池田成彬、結城豊太郎の推薦で盛岡電灯社長に就任。盛岡商工会議所会頭も務めた。　

## 人物
1932年に兄春吉の隠居により家督を相続し、1933年に東京府に転籍する。宗教は仏教。趣味は書道、園芸。

## 家族・親族
加勢家
- 父・清隆（米沢藩士）[3]
- 兄・春吉[3]
- 妻・愛子（1891年 - ?、愛媛、桑山鉄男の妹）[3][4]
- 長男・忠雄（1915年 - ?）[3]
- 長女[3]

親戚
- 桑山鉄男[3]（官僚）
- 阪本釤之助[3]（官僚）